# Zimna Góra
Zimna Góra (kaszb. Zimnô Górô) – nieoficjalna część wsi Sulęczyno w Polsce położona w województwie pomorskim, w powiecie kartuskim, w gminie Sulęczyno.
Miejscowość jest częścią sołectwa Sulęczyno.
W latach 1975–1998 miejscowość administracyjnie należała do województwa gdańskiego.